# Claudius Buchanan
Pour les articles homonymes, voir Buchanan.
Claudius Buchanan (12 mars 1766 – 9 février 1815) est un théologien écossais, ministre ordonné de l'Église d'Angleterre, et un missionnaire évangélique de la Church Mission Society. Il est Vice-recteur de l'université de Calcutta en Inde.

## Biographie
Buchanan est né à Cambuslang près de Glasgow. Son père, Alexander Buchanan, est maître d'école local à Inveraray.
Il étudie à l'Université de Glasgow et au Queens' College, Cambridge. Il est ordonné en 1795 par l'évêque de Londres. En janvier 1806, Buchanan est élu Fellow de la Royal Society of Edinburgh.
Il est mort à Broxbourne dans le Herefordshire en 1815, où il supervisait l'édition de la bible syriaque. Il est enterré avec sa femme Marie et deux enfants morts en bas âge, dans le cimetière de la Sainte Trinité, Little Ouseburn, Yorkshire du Nord.

## L'Inde
Après avoir dirigé une aumônerie en Inde à Barrackpur (1797-1799), Buchanan est nommé à Calcutta comme aumônier et vice-principal du collège de Fort William. À ce titre, il fait beaucoup pour faire avancer le Christianisme et l'éducation en Inde, notamment par l'organisation systématique des traductions des écritures sacrées.
Lors d'une visite à Malabar en 1806, au Sud-ouest de l'état de Kerala, il rencontre le Mar Thoma VI, à la tête de l'Église Malankare à Angamaly, près de Cochin. Mar Thoma est très heureux d'entendre que Buchanan a l'intention de traduire la Bible en Malayalam, la langue locale, et il lui présente une bible syriaque qui viendrait de l'antiquité. La Bible est par la suite déposée parmi les Manuscrits Orientaux à la bibliothèque publique de l'Université de Cambridge.
Buchanan joue un rôle important dans l'introduction de la tradition Jagannâtha et de l'Hindouisme en direction du public américain au début du XIXe siècle. Selon Michael J. Altman, un professeur d'études religieuses, Buchanan présente l'Hindouisme à travers son livre Juggernaut, comme une "superstition sanglante, violente, de la superstition et système religieux arriéré" qui doit être éliminée et remplacée par l'évangile chrétien. Les écrits de Buchanan sont les "premières images de religions Indiennes" pour le public évangélique américain au début du XIXe siècle, sont promus par les magazines tels que The Panoplist et son livre sur "Juggernaut" connait de nombreuses éditions.
Les écrits de Buchanan déclenchent d'âpres débats entre les missionnaires Chrétiens et les fonctionnaires de la Compagnie des indes. Ils conduisent à de nombreux sermons des évangéliques sur la nécessité de "combattre l'immoralité et de convertir les non-convertis" en Inde. Les écrits de Buchanan et d'autres missionnaires construisent et exploitent les différences culturelles et religieuses, qui ont une influence profonde et durable sur la façon dont les Américains ont vu les peuples non chrétiens.

## Travaux
Un récit de ses voyages dans le sud et l'ouest de l'Inde, est publié dans son Christian Recherches en Asie (Cambridge, 1811). Après son retour au royaume-Uni , en 1808, il prend toujours une part active aux questions liées à l'Inde, et par son livre intitulé Coloniale Ecclésiastique Établissement (Londres, 1813), il permet de régler la controverse de 1813, qui se termine finalement par la mise en place d'un épiscopat anglican indien en 1878 dans le Travancore-Cochin. Cette Église, connue comme CMS a fusionné avec d'autres Églises dans le Sud de l'Inde, le 27 septembre 1947 pour former L'Église du sud de l'Inde (CSI).
Une collection de "Sermons sur les sujets intéressants " par Buchanan est publiée par J Ogle à Edimbourg en 1812. Il comprend les textes de huit sermons prêchés dans le Royaume-Uni entre le 26 février 1809 et 2 juin 1811. Le premier sermon intitulé "l'Étoile de L'Est" . Il est prêché dans l'église paroissiale de Saint-Jacques, Bristol, par l'auteur à son retour de l'Inde.